# Гжехотки
Гжехотки (пол. Grzechotki) — село в гмине Бранево Браневском повете Варминьско-Мазурское воеводства Польши.

## География
Село расположено в северной части Варминьско-Мазурского воеводства, в 1 километре к югу от российско-польской границы, в 14 километрах по прямой к северо-востоку от центра гмины Бранево и в 77 километрах по прямой к северо-западу от центра воеводства Ольштына. Абсолютная высота — 69 метров над уровнем моря.

## История
В 1975—1998 годах село входило в состав Эльблонгского воеводства.

## Население
Демографическая структура состоянию на 31 марта 2011:
|         | Всего | До трудоспособного возраста | Трудоспособного возраста | Старше трудоспособного возраста |
| ------- | ----- | --------------------------- | ------------------------ | ------------------------------- |
| Мужчины | 40    | 14                          | 23                       | 3                               |
| Женщины | 37    | 9                           | 21                       | 7                               |
| Всего   | 77    | 23                          | 44                       | 10                              |